# Dimidamus simoni
Dimidamus simoni is een spinnensoort in de taxonomische indeling van de Nicodamidae.
Het dier behoort tot het geslacht Dimidamus. De wetenschappelijke naam van de soort werd voor het eerst geldig gepubliceerd in 1995 door M. S. Harvey.